# The Lion King (pel·lícula de 2019)
The Lion King (literalment en català: «El rei lleó») és una pel·lícula musical fotorealista estatunidenca de 2019 dirigida per Jon Favreau i produïda per Walt Disney Pictures. És un remake fotorealística d'animació per ordinador de la pel·lícula homònima de 1994. En la versió original hi figuren les veus de Donald Glover, Seth Rogen, Chiwetel Ejiofor, Alfre Woodard, Billy Eichner, John Kani, John Oliver, Beyoncé, i James Earl Jones.
The Lion King es va estrenar el 19 de juliol de 2019, data del 25è aniversari de l'estrena de la pel·lícula original.

## Repartiment
- Donald Glover com a Simba, el príncep hereu de les Pride Lands (literalment en català: Terres d'Orgull).
  - JD McCrary com el jove Simba
- Beyoncé com a Nala, amiga de Simba i futur amor.
  - Shahadi Wright Joseph com la jove Nala
- James Earl Jones com a Mufasa, el rei de les Pride Lands i el pare de Simba. Jones repeteix en el mateix paper que en la pel·lícula original de 1994.
- Chiwetel Ejiofor com a Scar, el germà traïdor de Mufasa, i l'oncle de Simba, que pretén ocupar el seu lloc com a rei.
- Billy Eichner com a Timon, un suricata assenyat i lleial que es fa amic i adopta un jove Simba quan aquest fuig de casa.
- Seth Rogen com a Pumbaa, un facoquer africà que també és amic d'en Simba.
- John Oliver com a Zazu, un calau que és el conseller del Rei de les Terres d'Orgull.
- John Kani com a Rafiki, un assenyat mandril que és el xaman de les Pride Lands i que és un amic íntim de Mufasa.[2]
- Florence Kasumba com a Shenzi, la hiena del trio d'Scar.
- Eric Andre com a Azizi, un altre membre del trio d'Scar. Aquest personatge reemplaça Banzai de la pel·lícula original de 1994.
- Keegan-Michael Key com a Kamari, una hiena que riu molt i és part dels sequaços de Scar. Aquest personatge reemplaça Ed de la pel·lícula original de 1994.
- Alfre Woodard com a Sarabi.
- Amy Sedaris com la musaranya elefant.

## Producció

### Desenvolupament
El 28 de setembre de 2016 Walt Disney Pictures va confirmar que Jon Favreau dirigiria un remake de The Lion King de 1994, el qual contindria les cançons de la pel·lícula original, seguint una tendència d'èxits de taquilla recents en altres remakes de Disney com Maleficent, Cinderella, El llibre de la selva (també dirigida per Favreau), i Beauty and the Beast, amb elogi de la crítica per a les tres últimes. Més tard, el 13 de d'octubre, es va informar que Disney hi havia contractat Jeff Nathanson per a escriure el guió del remake. En novembre, parlant amb ComingSoon.Red, Favreau va dir que la tecnologia virtual de cinematografia que havia utilitzat en El llibre de la selva era superior en The Lion King. Tot i que els mitjans de comunicació parlaven de que The Lion King (2019) era una pel·lícula d'imatge real, en realitat utilitzava animació generada per ordinador fotorealista. Disney tampoc no ho va descriure com d'imatge real, només va declarar que seria una aproximació "tecnològicament trencadora" a El llibre de la selva.

### Càsting
A mitjans de febrer del 2017 Donald Glover va obtenir el paper de Simba, i James Earl Jones repetia de Mufasa.
L'abril del mateix any, Billy Eichner i Seth Rogen anunciaren que farien el paper de Timon i Pumbaa respectivament. El juliol John Oliver va ser anunciat com la veu de Zazu. L'agost es va anunciar que Alfre Woodard i John Kani farien de Sarabi i Rafiki respectivament.
A principis de març es va anunciar que Beyoncé era l'elecció de Favreau per al paper de Nala i que el director i l'estudi estarien disposats a adaptar-se al seu ocupat horari.
L'u de novembre va ser confirmada la participació de Beyoncé en un anunci oficial, el qual també confirmà que Chiwetel Ejiofor faria d'Scar, ja que aquest va impressionar a Favreau amb el seu Mordo a Doctor Strange (2016). Altres estrelles com Eric Andre, Florence Kasumba, i Keegan-Michael Key serien les veus d'Azizi, Shenzi i Kamari respectivament. Mentre que JD McCrary i Shahadi Wright Joseph serien les veus del jove Simba i la jove Nala.

### Producció
La producció de la pel·lícula començà a mitjans del 2017 a Los Angeles (Califòrnia), utilitzant "eines de realitat virtual", per part del Supervisor d'Efectes Visuals Rob Legato. El supervisor de la producció virtual Girish Balakrishnan va dir en la seva pàgina web que els cineastes filmarien utilitzant tecnologies de VR.

### Postproducció
Això serviria com els títols de crèdit finals per a l'editor de pel·lícula Mark Livolsi, que va morir el setembre de 2018.
El primer tràiler d'intriga de The Lion King va mostrar-se durant el dia d'acció de gràcies anual dels Dallas Cowboys del dia 22 de novembre de 2018. El tràiler va ser vist 224,6 milions de vegades en les seves primeres 24 hores, esdevenint el 2n tràiler més vist en aquell període.

### Música
L'u de novembre de 2017 va ser anunciat que Hans Zimmer retornaria per a encarregar-se la pel·lícula, com havia fet anteriorment a la versió de 1994. El 28 de novembre de 2017 es va saber que Elton John havia signat per al projecte i que participaria amb les seves composicions musicals que ja havia fet per a la pel·lícula abans de la seva jubilació. L'endemà es va informar que Beyoncé assistiria amb John al "rearranjament" de la banda sonora. El 9 de febrer de 2018, John va informar que ell, Tim Rice i Beyoncé crearien una cançó nova pels crèdits de final de la pel·lícula. Una mica més tard va ser revelat que quatre cançons de la pel·lícula original serien incloses en la pel·lícula: "Can You Feel the Love Tonight", "Hakuna Matata", "I Just Can't Wait to Be King", i "Circle of Life".